# Mantas Strolia
Mantas Strolia (* 28. Februar 1986 in Ignalina, Litauische SSR, Sowjetunion) ist ein früherer litauischer Biathlet und Skilangläufer.

## Familie
Seine Mutter ist Kazimiera Strolienė (* 1960), eine frühere litauische Biathletin und Skilangläuferin die zu seiner Trainerin wurde. Sein Vater ist Polizeioberst und Biathlon-Trainer Vytautas Strolia (* 1960). Sein jüngerer Bruder Tautvydas Strolia (* 1995) ist auch Skilangläufer und nahm an den Olympischen Winterspielen 2022 teil. Sein Cousin Vytautas Strolia ist mehrfacher olympischer Skilangläufer und Biathlet.

## Biografie
Nach dem Abitur an der Mittelschule Ignalina studierte Mantas an der Lietuvos kūno kultūros akademija und danach das Masterstudium an der Vilniaus pedagoginis universitetas. Strolia nahm an den Olympischen Winterspielen 2010 in Vancouver teil. Dort belegte er im Langlaufsprint (1,6 km) den 46. Platz und wurde im Teamsprint mit Modestas Vaičiulis 18.
Nach den Olympischen Winterspielen 2010 beendete er seine Karriere vorläufig, da er nicht mehr an seinen Durchbruch glaubte. Er zog nach Großbritannien und arbeitete als Reinigungskraft. Danach begann er als Lehrer für Ski und Rollski zu arbeiten und gründete 2015 die Rollski-Schule CitySkier LTD. Im Jahr 2017 schloss die Schule und Strolia kehrte zum professionellen Sport zurück.
Strolia kehrte nach Litauen zurück und nahm an der Auswahl für die Olympischen Winterspiele 2018 teil, um so die Aufmerksamkeit des litauischen Skiverbands wiederzuerlangen. Es gelang ihm sich für die Spiele zu qualifizieren, auch wenn Mantas Strolia dies später einen „eher politischen Schachzug“ nannte, da er sich zu dieser Zeit vermehrt im Skiverband begann einzubringen. An den Winterspielen in Pyeongchang wurde er 61. im Sprint, 90. im Skilanglauf Freistil über 15 km, 57. im Skilanglauf im Massenstart über 50 km und 21. im Team-Sprint mit Modestas Vaičiulis. Im Skiathlon über 30 km trat er ebenfalls an, schied aufgrund einer Überrundung jedoch aus.
Nach seinen zweiten Olympischen Winterspielen beendete Strolia seine Karriere endgültig.
Seine ersten Trainer waren Jonas Paslauskas und Igoris Terentjevas; danach wurde er von seiner Mutter trainiert.